# FOSDEM
Il Free and Open Source Software Developers' European Meeting (in acronimo FOSDEM, in italiano Incontro europeo degli sviluppatori di software libero e open source) è un evento europeo non commerciale e organizzato volontariamente incentrato sullo sviluppo di software libero ed open source.
Il FOSDEM ha cadenza annuale: si svolge al campus Solbosch dell'Université libre de Bruxelles, nel sud-est di Bruxelles, in Belgio e generalmente si tiene durante il primo fine settimana di febbraio.

## Storia
Il FOSDEM è stato organizzato per la prima volta nel 2000 con il nome di Open Source Developers of Europe Meeting (OSDEM) da Raphael Bauduin. Bauduin disse che siccome sentiva di non essere in grado per contribuire adeguatamente alla comunità open source, voleva contribuire lanciando un evento europeo a Bruxelles; quindi insieme a Damien Sandras hanno ripetuto l'evento l'anno dopo. La lettera "F" (di FOSDEM) fu aggiunta a partire dal 2001 su richiesta di Richard Stallman.
Da allora l'evento si svolge annualmente a febbraio, con un numero crescente di visitatori e discorsi e conferenze. È organizzato grazie all'aiuto di molti volontari.
L'incontro ha ospitato circa 4.000 visitatori ogni anno fino al 2011.
A causa della pandemia COVID-19, l'edizione 2021 del FOSDEM si è tenuta interamente online.

## Finanziamento
L'ingresso e la partecipazione all'evento sono gratuiti. Il FOSDEM è finanziato dagli sponsor che accettano la natura non commerciale dell'evento, e dai visitatori che scelgono di effettuare delle donazioni. I donatori ricevono un incentivo nella forma di un regalo simbolico, ed è interamente organizzato da volontari.

## Premio FSF
La cerimonia del premio Advancement of Free Software award (Premio per l'Avanzamento del Software Libero) della Free Software Foundation si è tenuta al FOSDEM dal 2002 al 2006 (per i premi dal 2001 al 2005).